# 自行车锁

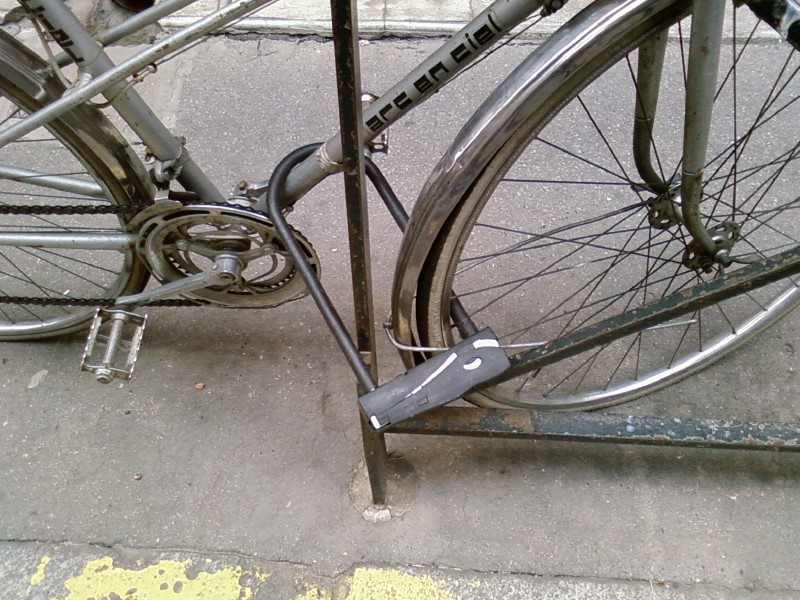
上锁的车架与前轮

自行车锁是一种防范自行车盗窃的安保装置，通常的手段是将自行车栓在固定的物体上，如自行车车架。
带有快拆杆的车轮和车座（座管紧固件）是防范自行车被盗的固有挑战，因为这令它们可轻易从（除最廉价档次外的大部分自行车的）自行车车架上拆除。若未把车轮和车架都锁上，车轮可能被单独卸下。最佳的锁车方法是将两者同时上锁：或是拴在固定物体上，或是将车轮和车架栓在一起。
上锁装置有各种尺寸和不同的安全性。安全性越高的种类就越大、越重、越不便携。较小巧的设备可用于防范较生疏、慌乱的盗贼。因此，类似其他安保设备，选择自行车锁时要权衡其安全性、便携性和经济性。有些产品由特别昂贵的材料制成，因为这些材料的强度较高而密度较低。
将整架自行车锁进自行车保管箱或自行车笼是另一种手段，但这种做法在大多国家都很罕见。
提供针对自行车锁安全性能测评标准的机构，在英国有Thatcham and Sold Secure，在荷兰有ART，在瑞典有SSF，在德国有VDS。由騎車周遊俱樂部进行的测试显示，参与测试的全部锁具可在42秒内使用断线钳（链条锁或缆锁）或瓶式千斤顶（U型锁）打开。

## 轮锁

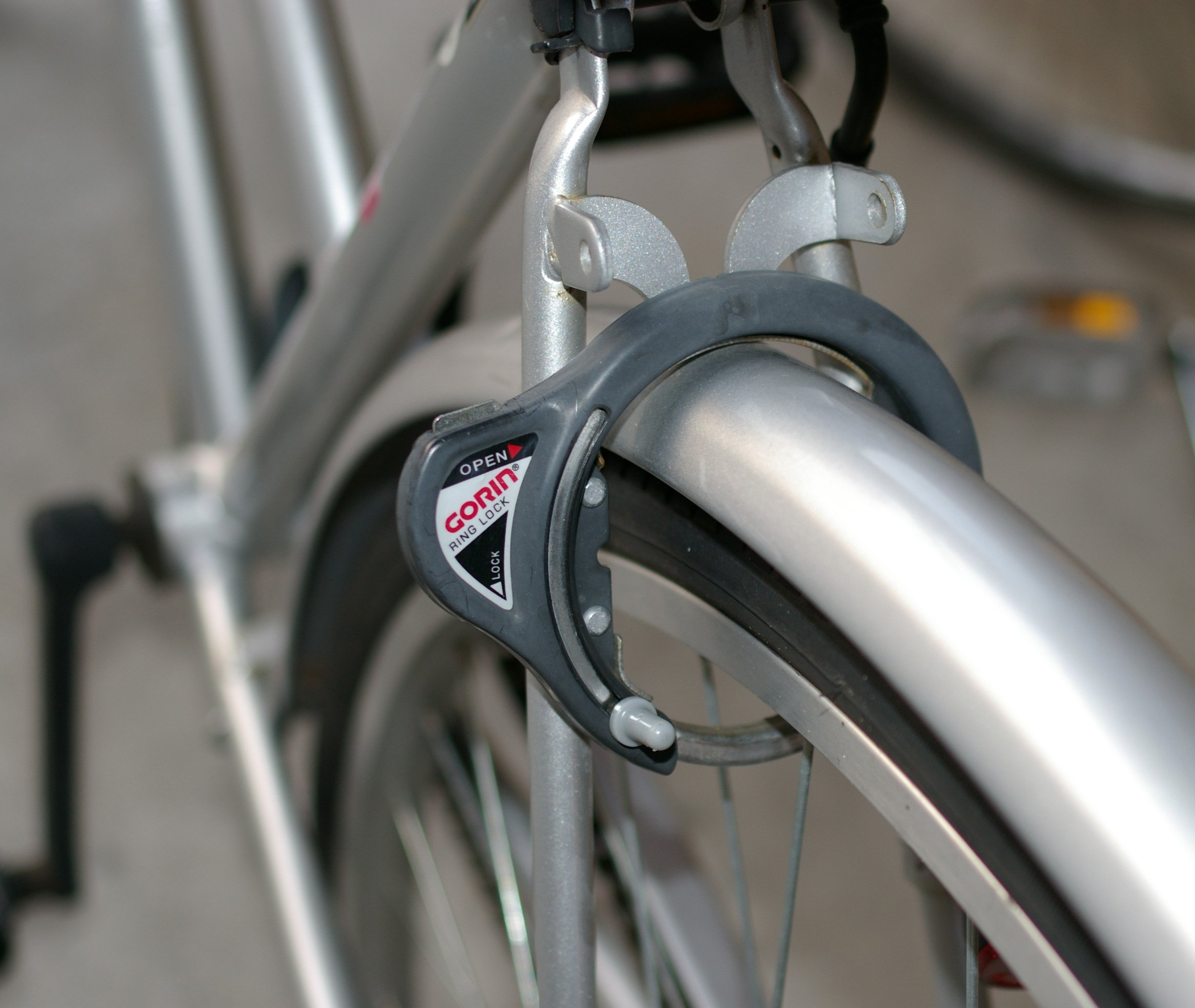
轮锁，只固定后轮。

又称作O形锁或环形锁。这种锁的安全性较差。它安装在车架上，将钢制的闩插在后轮的辐条之间以防止车轮转动。闩是直条或环状的，从锁罩中伸出。这种锁常见于斯堪的纳维亚、荷兰、中华人民共和国、印度及日本。
O形锁可以防止车被骑走，但并不把自行车栓定在固定物上。如果只是短时间停放，这种锁对临时起意的偷窃是有效且方便的。在荷兰，住宅区、工作地点和火车站的存车处常用这种方法来保管自行车。
而且，O形锁也便捷地保护了后轮：只需锁上车架，就同时保护了车架和后轮两者。有些型号另有可选的缆绳或链条用于插进锁体，从而保护自行车。

## 固定skewer
固定skewer用于替代原有的快拆轴心和快拆座管束（快拆skewer使得卸除工作无需工具）。这减少了锁起这些部件的必要性，因为现在需要工具才能卸除它们。有一种固定skewer的设计和一般的快拆skewer相同，只是夹住后可以将（上锁的）手柄拆下。